# Cedusa noxora
Cedusa noxora är en insektsart som beskrevs av Kramer 1985. Cedusa noxora ingår i släktet Cedusa och familjen Derbidae. Inga underarter finns listade i Catalogue of Life.